# ویل-ماری، کبک
ویل-ماری (به فرانسوی: Ville-Marie) شهرکی در منطقه شهری تمیسکامنگ ناحیه آبیتیبی-تمیسکامنگ در استان کبک کانادا است. در سرشماری سال ۲۰۱۱ این شهرک ۲٬۷۱۹ نفر جمعیت داشته‌است و مساحت آن ۱۱٫۹۴ کیلومتر مربع است.